# Рєзнік Сергій Олександрович
Сергій Олександрович Рєзнік (нар. 18 серпня 1974 року, м. Новомосковськ) — український громадський та політичний діяч, міський голова Новомосковська, очільник Новомосковської міської територіальної громади Дніпропетровської області.

## Політична кар'єра
У 2010 році — голова правління громадської організації «Новомосковська агенція економічного розвитку», член політичної партії «Сильна Україна». На місцевих виборах в Україні 31 жовтня 2010 року обраний депутатом Дніпропетровської обласної ради в багатомандатному окрузі від «Сильної України».
У 2015 році — позапартійний, на місцевих виборах 25 жовтня 2015 року — кандидат в депутати Дніпропетровської обласної ради у 108 окрузі від партії «Європейська Солідарність». Депутатом не обрався.
25 жовтня 2020 року, на чергових місцевих виборах, безпартійний кандидат-самовисуванець, обраний головою новоствореної Новомосковської міської громади з майже 31 % голосів виборців. До обрання — фізична особа-підприємець.